# Gnophos pallidemarginata
Gnophos pallidemarginata är en fjärilsart som beskrevs av Charles Oberthür. Gnophos pallidemarginata ingår i släktet Gnophos och familjen mätare. Inga underarter finns listade i Catalogue of Life.